# Markthalle (Rieumes)

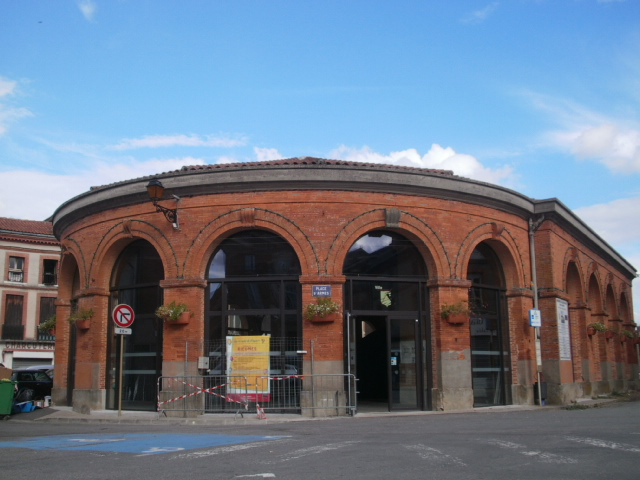
Markthalle in Rieumes

Die Markthalle in Rieumes, einer französischen Gemeinde im Département Haute-Garonne in der Region Okzitanien, wurde von 1822 bis 1825 errichtet. Die Markthalle an Ecke Rue de la Halle und Place des Marchands steht seit 2004 als Monument historique auf der Liste der Baudenkmäler in Frankreich.
Das Gebäude aus Ziegelmauerwerk wurde nach Entwürfen des Architekten Antoine Cambon errichtet. Die Markthalle ist an den beiden Schmalseiten halbrund gestaltet. Sie erhält durch 22 verglaste Rundbogenöffnungen Tageslicht. Im Inneren ist das Gebäude durch Pfeiler in vier Joche geteilt.